# Campionati del mondo di ciclismo su strada 2011 - Cronometro maschile Elite
La cronometro maschile Elite dei Campionati del mondo di ciclismo su strada 2011 fu corsa il 21 settembre 2011 in Danimarca, a Copenaghen, su un percorso di 46,4 chilometri. Il tedesco Tony Martin vinse la gara con il tempo di 53'43"85 alla media di 51,813 km/h.

## Lista di partenza
I 65 partecipanti sono stati suddivisi in quattro gruppi. Il primo atleta del primo gruppo ha preso il via alle ore 12:30 locali; sono scesi quindi in strada, scaglionati a distanza di novanta secondi l'uno dall'altro, gli altri componenti del gruppo. Con lo stesso meccanismo hanno cominciato la loro prova i ciclisti degli altri tre gruppi. Il primo atleta del secondo gruppo è partito alle 13:30, il primo del terzo gruppo alle 14:30 e un'ora dopo, alle 15:30, il primo del quarto gruppo. Ultimo a scendere in strada, con il dorsale numero 1, il campione in carica, lo svizzero Fabian Cancellara, alle ore 15:52:30.
| Gruppo 1 | Gruppo 1            | Gruppo 2 | Gruppo 2              | Gruppo 3 | Gruppo 3              | Gruppo 4 | Gruppo 4          |
| -------- | ------------------- | -------- | --------------------- | -------- | --------------------- | -------- | ----------------- |
| 65       | Azzedine Lagab      | 48       | Simone Zignoli        | 32       | Jack Bauer            | 16       | Vasil' Kiryenka   |
| 64       | Tyron Giorgieri     | 47       | Matthew Brammeier     | 31       | Ferekalsi Debesay     | 15       | Janez Brajkovič   |
| 63       | Iván Mauricio Casas | 46       | Aleksandr D'jačenko   | 30       | László Bodrogi        | 14       | Jack Bobridge     |
| 62       | Ioannis Tamouridis  | 45       | David Albós Cavaliere | 29       | Adriano Malori        | 13       | Bert Grabsch      |
| 61       | Pavol Polievka      | 44       | Matti Helminen        | 28       | David McCann          | 12       | Gustav Larsson    |
| 60       | Michael Mørkøv      | 43       | Oleksandr Kvačuk      | 27       | Leandro Messineo      | 11       | Bradley Wiggins   |
| 59       | Vitalij Popkov      | 42       | Tomás Gil             | 26       | Stef Clement          | 10       | Marco Pinotti     |
| 58       | Semere Mengis       | 41       | Winner Anacona        | 25       | Ignatas Konovalovas   | 9        | Lieuwe Westra     |
| 57       | Carlos Oyarzún      | 40       | Rafaâ Chtioui         | 24       | Matej Jurčo           | 8        | Nélson Oliveira   |
| 56       | Martin Kohler       | 39       | Jonathan Castroviejo  | 23       | Michał Kwiatkowski    | 7        | Jakob Fuglsang    |
| 55       | Jesse Sergent       | 38       | Robert Vrečer         | 22       | Dmitrij Gruzdev       | 6        | Richie Porte      |
| 54       | Thomas De Gendt     | 37       | Reidar Borgersen      | 21       | Dominique Cornu       | 5        | Taylor Phinney    |
| 53       | Matías Médici       | 36       | Alexander Wetterhall  | 20       | Jesús Herrada         | 4        | Michail Ignat'ev  |
| 52       | Eugen Wacker        | 35       | Jiří Hudeček          | 19       | Svein Tuft            | 3        | David Millar      |
| 51       | Maciej Bodnar       | 34       | Andrew Talansky       | 18       | František Raboň       | 2        | Tony Martin       |
| 50       | Gediminas Bagdonas  | 33       | Vladimir Gusev        | 17       | Rui A. Faria da Costa | 1        | Fabian Cancellara |
| 49       | Dimitri Champion    |          |                       |          |                       |          |                   |

## Classifica finale
Nota: DNF ritirato, DSQ squalificato, DNS non partito.
| Pos. | Corridore             | Squadra       | Tempo      |
| ---- | --------------------- | ------------- | ---------- |
| 1    | Tony Martin           | Germania      | 53'43"85   |
| 2    | Bradley Wiggins       | Gran Bretagna | a 1'15"83  |
| 3    | Fabian Cancellara     | Svizzera      | a 1'29"59  |
| 4    | Bert Grabsch          | Germania      | a 1'31"76  |
| 5    | Jack Bobridge         | Australia     | a 2'13"86  |
| 6    | Richie Porte          | Australia     | a 2'29"54  |
| 7    | David Millar          | Gran Bretagna | a 2'45"62  |
| 8    | Lieuwe Westra         | Paesi Bassi   | a 3'18"52  |
| 9    | Aleksandr D'jačenko   | Kazakistan    | a 3'19"76  |
| 10   | Jakob Fuglsang        | Danimarca     | a 3'30"59  |
| 11   | Jonathan Castroviejo  | Spagna        | a 3'34"37  |
| 12   | Gustav Larsson        | Svezia        | a 3'34"62  |
| 13   | Svein Tuft            | Canada        | a 3'35"89  |
| 14   | Janez Brajkovič       | Slovenia      | a 3'44"74  |
| 15   | Taylor Phinney        | Stati Uniti   | a 3'52"58  |
| 16   | Andrew Talansky       | Stati Uniti   | a 3'57"89  |
| 17   | Nélson Oliveira       | Portogallo    | a 4'14"98  |
| 18   | Jesse Sergent         | Nuova Zelanda | a 4'26"31  |
| 19   | Jack Bauer            | Nuova Zelanda | a 4'26"99  |
| 20   | Stef Clement          | Paesi Bassi   | a 4'33"93  |
| 21   | František Raboň       | Rep. Ceca     | a 4'39"85  |
| 22   | László Bodrogi        | Francia       | a 4'41"46  |
| 23   | Vasil' Kiryenka       | Bielorussia   | a 4'42"60  |
| 24   | Adriano Malori        | Italia        | a 4'46"58  |
| 25   | Michail Ignat'ev      | Russia        | a 4'47"97  |
| 26   | Marco Pinotti         | Italia        | a 4'48"12  |
| 27   | David McCann          | Irlanda       | a 4'53"65  |
| 28   | Ignatas Konovalovas   | Lituania      | a 5'00"51  |
| 29   | Dominique Cornu       | Belgio        | a 5'01"36  |
| 30   | Ioannis Tamouridis    | Grecia        | a 5'07"74  |
| 31   | Eugen Wacker          | Kirghizistan  | a 5'10"46  |
| 32   | Gediminas Bagdonas    | Lituania      | a 5'10"46  |
| 33   | Iván Mauricio Casas   | Colombia      | a 5'20"23  |
| 34   | Carlos Oyarzún        | Cile          | a 5'22"32  |
| 35   | Leandro Messineo      | Argentina     | a 5'23"67  |
| 36   | Dmitrij Gruzdev       | Kazakistan    | a 5'29"90  |
| 37   | Alexander Wetterhall  | Svezia        | a 5'35"10  |
| 38   | Matej Jurčo           | Slovacchia    | a 5'37"35  |
| 39   | Jesús Herrada         | Spagna        | a 5'39"30  |
| 40   | Martin Kohler         | Svizzera      | a 5'43"24  |
| 41   | Vladimir Gusev        | Russia        | a 5'49"99  |
| 42   | Dimitri Champion      | Francia       | a 5'50"82  |
| 43   | Reidar Borgersen      | Norvegia      | a 5'54"83  |
| 44   | Matías Médici         | Argentina     | a 5'56"21  |
| 45   | Robert Vrečer         | Slovenia      | a 6'04"21  |
| 46   | Rafaâ Chtioui         | Tunisia       | a 6'10"00  |
| 47   | Michael Mørkøv        | Danimarca     | a 6'10"16  |
| 48   | Michał Kwiatkowski    | Polonia       | a 6'13"80  |
| 49   | Rui A. Faria da Costa | Portogallo    | a 6'17"44  |
| 50   | Thomas De Gendt       | Belgio        | a 6'28"46  |
| 51   | Winner Anacona        | Colombia      | a 6'29"04  |
| 52   | Oleksandr Kvačuk      | Ucraina       | a 6'30"37  |
| 53   | Matti Helminen        | Finlandia     | a 6'43"78  |
| 54   | Tomás Gil             | Venezuela     | a 6'52"81  |
| 55   | Maciej Bodnar         | Polonia       | a 6'55"36  |
| 56   | Vitalij Popkov        | Ucraina       | a 7'06"49  |
| 57   | Jiří Hudeček          | Rep. Ceca     | a 7'27"50  |
| 58   | Pavol Polievka        | Slovacchia    | a 7'40"16  |
| 59   | Ferekalsi Debesay     | Eritrea       | a 8'12"76  |
| 60   | David Albós Cavaliere | Andorra       | a 9'38"90  |
| 61   | Tyron Giorgieri       | Albania       | a 11'18"93 |
| 62   | Simone Zignoli        | Albania       | a 17'43"22 |
| DNF  | Matthew Brammeier     | Irlanda       | -          |
| DSQ  | Semere Mengis         | Eritrea       | -          |
| DNS  | Azzedine Lagab        | Algeria       | -          |